# Rıza Efendioğlu
Rıza Efendioğlu (* 7. September 1982 in Kardschali) ist ein türkischer Fußballspieler.

## Karriere
Der im bulgarischen Kardschali geborene Efendioğlu startete mit dem Vereinsfußball 1999 in der Jugend vom Drittligisten Kestelspor. Bereits ein Jahr später wechselte er zum Provinzkonkurrenten Bursa Merinosspor, von welchem er bereits 2001 zu Kestelspor zurückkehrte. 2002 wurde er in den Profikader aufgenommen und gehörte schnell zur Stammformation. 2003 wechselte er wieder zu Bursa Merinosspor und spielte hier eine halbe Spielzeit für die Profimannschaft. Zum Frühjahr verließ er Merinosspor und spielte der Reihe nach Orhangazi Döktaşspor, Bilecikspor, Orhangazispor und Bozüyükspor.
Zum Frühjahr 2008 wechselte er zum Viertligisten Tavşanlı Belediye TKİ Linyitspor. Mit diesem Verein erzielte er in der Viertligasaison 2008/09 die Meisterschaft der TFF 3. Lig und damit den Aufstieg in die TFF 2. Lig.
Nach diesem Erfolg mit Linyitspor wechselte Efendioğlu zum Viertligisten Bandırmaspor. Auch mit diesem Verein erreichte er die Viertligameisterschaft und damit auch den Aufstieg in die 2. Lig. In die 2. Lig aufgestiegen, erreichte er mit seinem Verein die Playoffs der Liga. Während der Playoffphase schaffte man es bis Finale, wo man mit 1:5 Sakaryaspor unterlag und den Aufstieg verpasste.
Im Sommer 2011 heuerte er beim Erzrivalen und Drittligisten Balıkesirspor an. Die zweite Saison bei diesem Verein beendete er mit seinem Team als Meister der TFF 2. Lig und stieg damit in die TFF 1. Lig auf.
Zur Saison 2014/15 wechselte Efendioğlu zum neuen Zweitligisten Altınordu Izmir. Bereits nach einer Saison zog er zum Ligarivalen Kardemir Karabükspor weiter. Auch mit diesem Verein erreichte er durch die Vizemeisterschaft den Aufstieg in die Süper Lig. Anschließend wechselte er zum Zweitligisten Büyükşehir Gaziantepspor. Nach einer Saison zog er zum Drittligisten Bugsaşspor weiter.

## Erfolge
Mit Tavşanlı Belediye TKİ Linyitspor
- Meister der TFF 3. Lig und Aufstieg in die TFF 2. Lig: 2008/09

Mit Bandırmaspor
- Meister der TFF 3. Lig und Aufstieg in die TFF 2. Lig: 2009/10
- : 2009/10

Mit Balıkesirspor
- Meister der TFF 2. Lig und Aufstieg in die TFF 1. Lig: 2012/13
- Meister der TFF 1. Lig und Aufstieg in die Süper Lig: 2013/14

Kardemir Karabükspor
- Vizemeister der TFF 1. Lig und Aufstieg in die Süper Lig: 2015/16